# Matt Selman
Matt Selman es un escritor estadounidense, conocido por su trabajo en Los Simpson. Fue uno de los escritores de Los Simpson: la película y ha escrito el videojuego The Simpsons Game. Ha colaborado con episodios de Los Simpson en varias ocasiones.
Selman coescribió el episodio de Seinfeld The Way Out que se emitió en Estados Unidos el 9 de mayo de 1996. A partir de 1998 comenzó su relación con la serie Los Simpson hasta hoy día y ha recibido un Emmy en 2003.
En el episodio The Dad Who Knew Too Little (EABF03) creó la dirección de correo electrónico chunkylover53@aol.com abriendo una cuenta en América Online y se la asignó a Homer Simpson.

## Créditos
- Seinfeld (1996) – escritor, consultor de programa 
  - "The Wait Out"

- Los Simpson (1997–presente) – escritor, productor, editor de argumento, productor supervisor, productor ejecutivo
  - "Natural Born Kissers"
  - "Simpsons Bible Stories" (junto con Tim Long y Larry Doyle)
  - "They Saved Lisa's Brain"
  - "Eight Misbehavin'"
  - "Behind the Laughter" (junto con George Meyer, Tim Long, y Mike Scully)
  - "Lisa the Tree Hugger"
  - "Trilogy of Error"
  - "Simpsons Tall Tales"
  - "Jaws Wired Shut"
  - "The Dad Who Knew Too Little"
  - "All's Fair in Oven War"
  - "Pranksta Rap"
  - "Future-Drama"
  - "Girls Just Want to Have Sums"
  - "The Haw-Hawed Couple"
  - "Husbands and Knives"
  - "That 90's show"
  - "Bart Gets a 'Z'"
  - "O Brother, Where Bart Thou?"
  - "Flaming Moe"
  - "The Food Wife"
  - "The Day the Earth Stood Cool"
  - "Gorgeous Grampa"
  - "Covercraft"
  - "Sky Police"

- The Simpsons Road Rage (2001) – escritor
- The Simpsons Hit & Run (2003) – coescritor
- Los Simpson: la película (2007) – coescritor
- Los Simpson: el videojuego (2007) – coescritor
- Flanimals (2014/15) – escritor; en producción